# 长苞大叶报春
长苞大叶报春（学名：Primula macrophylla var. moorcroftiana）为报春花科报春花属下的一个变种。

## 扩展阅读
- 維基物種上的相關：长苞大叶报春